# Hrabstwo Roberts (Teksas)

Piramida wieku hrabstwa

Hrabstwo Roberts – hrabstwo położone w USA, w stanie Teksas, w regionie Panhandle. Utworzone w 1876 r. Siedzibą hrabstwa jest miasto Miami. Według spisu w 2020 roku populacja skurczyła się do 827 osób, w tym 86,2% stanowiła ludność biała nie-latynoska. Jest jednym z najsłabiej zaludnionych hrabstw Teksasu (0,35 os./km²). Przez północną część hrabstwa przepływa Canadian River.
Gospodarka hrabstwa opiera się na wydobyciu gazu ziemnego i ropy naftowej. Najważniejszymi produktami rolnymi na tym obszarze są bawełna i bydło mięsne. 
Hrabstwo jest jednym z tzw. dry county, czyli hrabstwem gdzie decyzją lokalnych władz obowiązuje całkowita prohibicja.

## Sąsiednie hrabstwa
- Hrabstwo Ochiltree (północ)
- Hrabstwo Lipscomb (północny wschód)
- Hrabstwo Hemphill (wschód)
- Hrabstwo Gray (południe)
- Hrabstwo Carson (południowy zachód)
- Hrabstwo Hutchinson (zachód)
- Hrabstwo Hansford (północny zachód)
- Hrabstwo Wheeler (południowy wschód)

## Miasta
- Miami